# Taj ul-Alam
Ratu Safiyyat ad-Din Taj ul-Alam (* vor 1636; † 1675) war die 14. Sultanin von Aceh.

## Leben
Sie war die Tochter des Sultans Iskandar Muda und die Ehefrau seines 1636 an die Macht gekommenen Nachfolgers, Iskandar Thani, nach dessen Tod 1641 sie selbst Sultanin wurde.
Sie war die erste von vier Frauen, die diese Position innehatte. Dies hatte sie den Bemühungen des Adels von Aceh zu verdanken, der infolge von Iskandar Mudas Regierungsreformen, die darauf abzielten, den Adel zu unterdrücken, die Macht des Sultanats schwächen wollte und daher Taj ul-Alam unterstützte, weil der Adel annahm, dass eine weibliche Herrscherin weniger Einfluss ausüben können würde. Diese Bemühungen waren größtenteils erfolgreich, sodass in ihrer Regierungszeit das Sultanat zu einer schwachen, rein symbolischen Institution wurde, dessen Autorität sich nur auf die Hauptstadt beschränkte, während die wahre Macht von den Adelsfamilien der außerhalb gelegenen Provinzen und den religiösen Führern, wie den Imamen und den Ulama ausgeübt wurde.
Taj ul-Alam führte die Tradition der islamischen Lehren am Hof fort. Sie war dem Religionsgelehrten Nūr ad-Dīn ar-Rānīrī weniger wohl gesinnt als ihr Ehemann, sodass er 1644 fliehen musste. Der wichtigste Gelehrte am Hof während ihrer Herrschaft war Abdurrauf von Singkil, der über die Rechtsprechung der Schāfiʿiten und über Mystik schrieb. Gegen Ende ihrer Herrschaft war der Ruf des königlichen Hofes als Zentrum islamischer Lehren zusammen mit seinem politischen Vermögen verblichen.